# Gaetano Nava

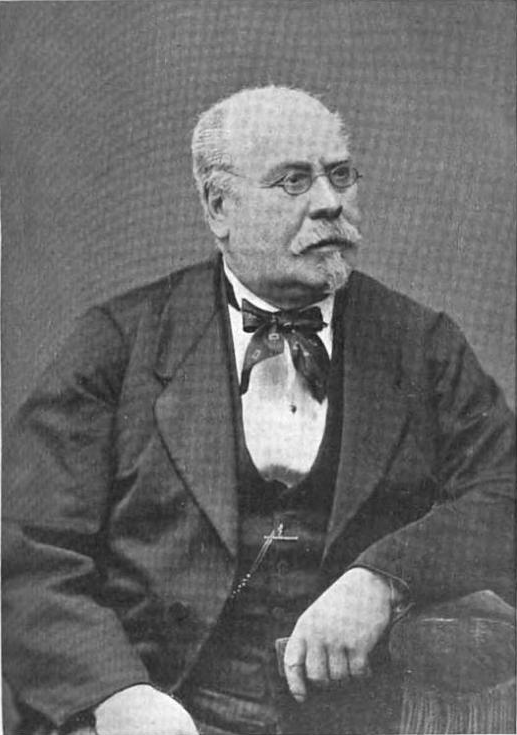
Gaetano Nava

Gaetano Nava (* 16. Mai 1802 in Mailand; † 31. März 1875) war ein italienischer Musikpädagoge und Komponist.
Der Sohn des Komponisten Antonio Nava studierte am Mailänder Konservatorium bei Vincenzo Federici. Von 1837 bis zu seinem Tod 1875 war er Professor für Kontrapunkt und Gesang an diesem Konservatorium. Er hatte daneben auch zahlreiche private Gesangsschüler, deren erfolgreichster Charles Santley war. Nava komponierte Messen und einige kirchenmusikalische Vokalwerke und verfasste mehrere Lehrbücher, darunter Solfège-Bücher und Lehrbücher für die Gesangsausbildung.

## Quelle
- Voice Talk – Tea with Gaetano Nava

| Personendaten    | Personendaten                             |
| ---------------- | ----------------------------------------- |
| NAME             | Nava, Gaetano                             |
| KURZBESCHREIBUNG | italienischer Musikpädagoge und Komponist |
| GEBURTSDATUM     | 16. Mai 1802                              |
| GEBURTSORT       | Mailand                                   |
| STERBEDATUM      | 31. März 1875                             |